# Хелоуин 2 (филм, 2009)
„Хелоуин 2“ (на английски: Halloween II) е американски слашър филм на ужасите от 2009 г., продължение на Хелоуин от 2007 г.

## Актьорски състав
- Малкълм Макдауъл – д-р Самюъл Лумис
- Тайлър Мейн – Майкъл Майърс
- Шери Муун Зомби – Дебора Майърс
- Скаут Тейлър-Комптън – Лори Струд
- Уилям Форсайт – Рони Уайт
- Даниъл Харис – Ени Брекет
- Каролин Уилямс – д-р Клен
- Брад Дуриф – шериф Лий Брекет